# Bagneux (Hauts-de-Seine)

Położenie Bagneux w ramach aglomeracji paryskiej

Bagneux – miejscowość i gmina we Francji, w regionie Île-de-France, w departamencie Hauts-de-Seine.
Według danych na rok 2012 gminę zamieszkiwały 38 398  osoby, a gęstość zaludnienia wynosiła 9164 osób/km². Wśród 1287 gmin regionu Île-de-France Bagneux plasuje się na 740. miejscu pod względem powierzchni.